# 3-Hexin-2-on
3-Hexin-2-on ist eine organische Verbindung mit der Summenformel C6H8O. Sie gehört zu den Ketonen mit einer zusätzlichen C≡C-Dreifachbindung.